# HD 35519
HD 35519，又名BD+35 1102，SAO 58029、HR 1794，是一颗御夫座的恒星，视星等为6.15，位于銀經172.38，銀緯0.18，其B1900.0坐标为赤經5h 20m 13.2s，赤緯+35° 0.18′ 10″。